# Виларинью (Лозан)
Виларинью (порт. Vilarinho) — населённый пункт и район в Португалии, входит в округ Коимбра. Является составной частью муниципалитета Лозан. Находится в составе крупной городской агломерации Большая Коимбра. По старому административному делению входил в провинцию Бейра-Литорал. Входит в экономико-статистический субрегион Пиньял-Интериор-Норте, который входит в Центральный регион. Население составляет 2172 человека на 2001 год. Занимает площадь 25,13 км².